# Dražen Petrović

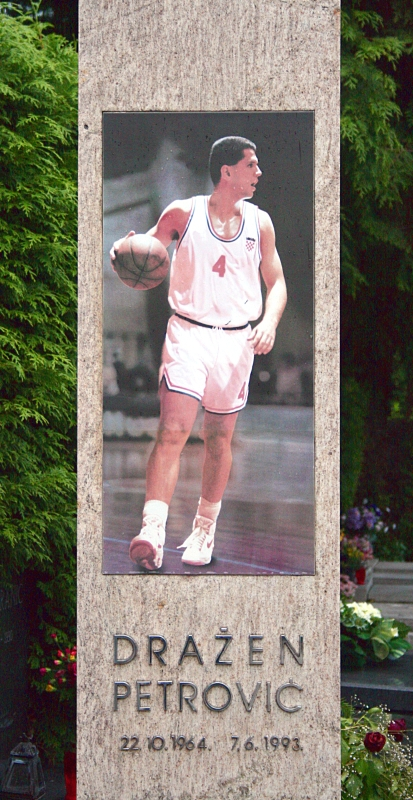
Grób Petrovicia na cmentarzu Mirogoj w Zagrzebiu

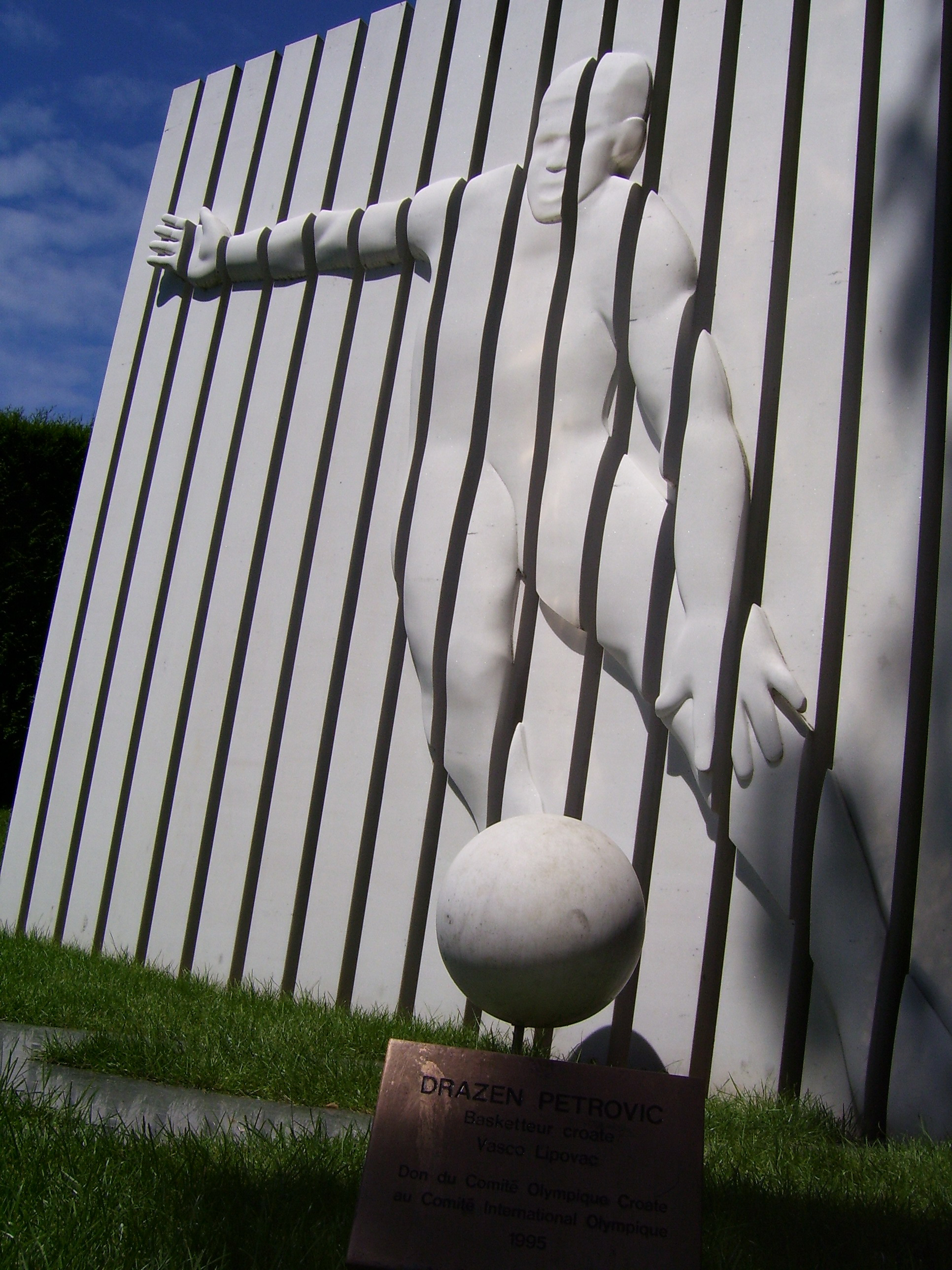
Pomnik Petrovicia w Lozannie

Dražen Petrović (czyt. [drǎʒɛn pɛ̌trɔʋit͡ɕ]; ur. 22 października 1964 w Szybeniku, zm. 7 czerwca 1993 w Denkendorfie) – chorwacki koszykarz, występujący na pozycji rzucającego obrońcy.

## Dzieciństwo
Jego ojciec, Jole, był policjantem, a matka Biserka pracowała jako bibliotekarka. Miłością do koszykówki zaraził go jego o pięć lat starszy brat Aleksandar, również uprawiający ten sport.

## Kariera
Początkowo występował w lokalnej Szibence, a następnie w Cibonie Zagrzeb oraz Realu Madryt. W 1989 roku podpisał kontrakt z Portland Trail Blazers. 
W 1991 roku został zawodnikiem New Jersey Nets, gdzie w sezonie 1992/1993 został wybrany do trzeciej piątki ligi. W sezonie 1991/1992 zajął drugie miejsce w głosowaniu na największy postęp sezonu NBA.
Zginął w wypadku samochodowym na autostradzie w Niemczech w pobliżu Ingolstadt, gdy wracał z Polski, z meczu eliminacyjnego do mistrzostw Europy. W 2002 roku został przyjęty do koszykarskiej galerii sław.
W sezonie 1989/90 ustanowił rekord sezonu zasadniczego NBA, uzyskując najwyższą skuteczność rzutów za 3 punkty (45,95%), jako debiutant.
Był członkiem kadry narodowej i olimpijskiej Jugosławii, a w późniejszych latach Chorwacji, z którymi trzykrotnie zdobywał medale olimpijskie – dwukrotnie w barwach Jugosławii – brąz w Los Angeles w 1984 i srebro w Seulu w 1988 i raz w barwach Chorwacji – srebro w Barcelonie 1992. Z drużyną Jugosławii zdobył także mistrzostwo świata w 1990. Trzykrotnie wybierano go najlepszym sportowcem roku w Chorwacji.
Po raz ostatni w życiu występował w meczach reprezentacyjnych podczas dodatkowego turnieju kwalifikacyjnego do 28. mistrzostw Europy, rozgrywanego na początku czerwca 1993 we Wrocławiu, a powracając z niego poniósł śmierć w wypadku drogowym na obszarze Niemiec.

## Upamiętnienie
Od 1994 roku nagroda MVP w turnieju McDonald’s nosi jego imię, tak jak hala Cibony Zagrzeb oraz jeden z placów w Zagrzebiu. W 1995 odsłonięto pomnik Petrovicia przed Muzeum Olimpijskim w Lozannie. W 2001 roku chorwacki tenisista Goran Ivanišević zadedykował Petroviciovi swoje zwycięstwo na kortach Wimbledonu. Podczas konkursu rzutów za trzy odbywającego się w trakcie drugiego dnia weekendu gwiazd NBA 2012 w Orlando, Anthony Morrow występował w koszulce, w której grał Petrović w New Jersey Nets. Numer koszulki #3 z którym występował został wycofany przez New Jersey Nets. 

## Osiągnięcia

### Reprezentacja
Drużynowe
- Mistrz[9]:
  - świata (1990)
  - Europy (1989)
  - Uniwersjady (1987)
  - Bałkanów:
    - U–18 (1982)
    - U–16 (1981)
- Wicemistrz:
  - olimpijski (1988, 1992)[10]
  - Uniwersjady (1983)
  - Bałkanów (1984)
- Brązowy medalista[11]:
  - mistrzostw świata (1986)
  - olimpijski (1984)
  - mistrzostw Europy (1987)
  - mistrzostw Bałkanów U–18 (1980)

Indywidualne
- MVP:
  - mistrzostw świata (1986)[11]
  - Eurobasketu (1989)[11]
  - mistrzostw Bałkanów U–18 (1982)
- Zaliczony do I składu najlepszych zawodników:
  - Eurobasketu (1985, 1989)
  - mistrzostw świata (1986)
- Lider strzelców Eurobasketu U-16 (1981)

### Europa
Drużynowe
- Zdobywca[9]:
  - Pucharu Europy Mistrzów Krajowych (dzisiejszej Euroligi – 1985, 1986)
  - Pucharu Saporty (dzisiejszego Eurocupu - 1987, 1989)
  - Pucharu Jugosławii (1985, 1986, 1988)[12]
  - Pucharu Króla w Hiszpanii (1989)[11]
  - Superpucharu Jugosławii (1987)
- Mistrz Jugosławii 1985[12]
- Wicemistrz:
  - Jugosławii (1983, 1986)
  - Hiszpanii (1989)
- trzykrotny finalista Pucharu Koracza (dzisiejszego Eurocupu - 1982, 1983, 1988)

Indywidualne
- Uczestnik FIBA All-Star Game (1987)
- Laureat nagrody[13]:
  - Euroscar Player of the Year (1986, 1989, 1992, 1994)
  - Mr Europa Player of the Year (1986, 1993)
  - Sportowiec Roku:
    - Chorwacji (1985, 1986)
    - Jugosławii (1985)

  - Atleta Roku Jugosławii (1985)
- Lider strzelców:
  - hiszpańskiej ligi ACB (1989)[11]
  - finałów:
    - Euroligi (1985)
    - pucharu:
      - Koracia (1988)
      - Europy Zdobywców Pucharów (1987, 1989)

    - hiszpańskiej ligi ACB (1989)
- Wybrany do:
  - FIBA’s 50 Greatest Players
  - 50 Greatest Euroleague Contributors (2008)[14]
  - FIBA Hall of Fame (2007)[11]
  - Koszykarskiej Galerii Sław im. Jamesa Naismitha (2002)[15]
- Klub KK Cibony Zagrzeb zastrzegł należący do niego numer 10

### NBA
- Wicemistrz NBA (1990)[16]
- Zaliczony do III składu NBA (1993)[17]
- Uczestnik konkursu rzutów za trzy punkty organizowanego przy okazji NBA All-Star Weekend (1992)[18]
- Zawodnik tygodnia NBA (6.12.1992)[19]
- Klub Nets zastrzegł należący do niego w numer 3[20]